# Sarit Larry
Pour les articles homonymes, voir Larry.
Sarit Larry, née le 12 octobre 1971 à Tel Aviv en Israël, est une actrice israélienne.

## Biographie
Sarit Larry est issue d'une famille religieuse particulière pour une Israélienne, avec un père originaire d'Iran et une mère de Roumanie. Rejetant son environnement familial, elle fait des études de théâtre (réussit le concours du théâtre Habima de Tel Aviv, qu'elle décline) et joue, en parallèle, dans des séries pour la télévision israélienne. Elle passe une maîtrise de philosophie en Grèce et part en 2001 à Boston aux États-Unis, en partie pour quitter son pays après le déclenchement de la Deuxième Intifada. De retour en Israël avec le mouvement des Indignés en 2011 – dans une déclinaison locale dite « Mouvement israélien pour des logements accessibles » –, elle est contactée par le réalisateur Nadav Lapid pour tenir le premier rôle, remarqué,, de son second long métrage, L'Institutrice (2014).
Très engagée politiquement auprès de la gauche israélienne, soutenant les droits palestiniens (notamment de mouvement à Gaza et en Israël) et militant dans l'ONG Gisha – pour laquelle elle a travaillé à plein temps –, elle soutient une thèse au Boston College sur la question du « récit dans les changements politiques radicaux ».

## Filmographie
- 1997 : Bat Yam - New York (série télévisée, 1 épisode) – Mika
- 1998 : Tironoot (série télévisée, 4 épisodes) – Lieutenant Efrat
- 1998 : Mehuz La'tmuna (court métrage) de Yoav Roeh
- 1999 : Zman Avir d'Isaac Zepel Yeshurun – Tzvia
- 1999 : Hamichtav Shehegia Bazman (téléfilm) de Michal Cooper Keren –
- 1999 : Esrim plus (série télévisée, 18 épisodes) – Tali
- 2014 : L'Institutrice de Nadav Lapid – Nira, l'institutrice

## Distinctions
- 2014 : Prix de la « meilleure actrice » au Festival international du film d'Inde pour L'Institutrice[4].